# Sargodha
Sargodha (en ourdou :  سرگودها) est une ville de la province pakistanaise du Pendjab. Située dans le nord de la province, elle est peuplée de près d'un million d'habitants en 2023, et est donc la sixième plus importante de la province et la douzième au niveau national.

## Histoire
La ville à majorité musulmane à l'époque du Raj britannique a soutenu le mouvement d'indépendance et a été un fief de la Ligue musulmane. Au moment de la partition des Indes, les minorités religieuses ont fui vers l'Inde, tandis que des musulmans d'Inde ont immigré dans la ville.
Autrefois petite ville, elle s'est développée durant le Raj, du fait de sa position stratégique et notamment grâce à la construction par les Britanniques d'un aéroport pour la Royal Air Force. Après l'indépendance, il est devenu un aéroport d'importance pour la Pakistan Air Force.

## Démographie
La population de la ville a été multipliée par plus de trois entre 1972 et 2017, passant de 200 460 habitants à 659 862. En 2023, la population atteint 975 886 selon le nouveau recensement. 
Près de 80 % de la ville parle pendjabi, et on trouve une importante minorité parlant ourdou (19 %). Musulmane à 95 %, la ville compte également près de 5 % de chrétiens. 
Le taux d'alphabétisation s'inscrit à 72 % en 2023, dont 77 % pour les hommes et 67 % pour les femmes. 
Elle est la sixième plus grande ville de la province du Pendjab et la douzième au niveau national.
|            | 1972 (rec.) | 1981 (rec.) | 1998 (rec.) | 2017 (rec.) | 2023 (rec.) |
| ---------- | ----------- | ----------- | ----------- | ----------- | ----------- |
| Population | 200 460     | 291 362     | 455 360     | 659 862     | 975 886     |

## Économie

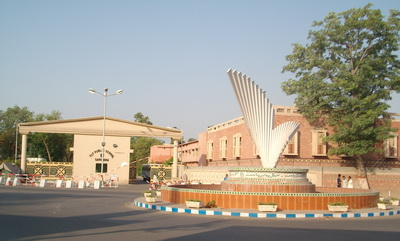
Une école publique à Sargodha.

La ville est l'une des rares du pays à disposer d'un plan d’urbanisme. Elle vit principalement de l'agriculture et de l'industrie, notamment de l'élevage de moutons du fait des vastes champs qui entourent la ville dans le district de Sargodha, ainsi que des cultures de blé, coton, sucre, citron et riz. L'industrie occupe également une place relativement importante, disposant d'usine de pesticides, de textile et de plastique notamment. 
Une partie de la production de la ville est exportée, Sargodha étant d'ailleurs idéalement située sur le réseau de chemin de fer pakistanais, au croisement entre deux lignes, l'une est-ouest reliant Mianwali et à Shekhupura, l'autre nord-sud reliant Rawalpindi au principal port du pays dans le sud, Karachi. 

## Politique
La ville a été largement remportée par la Ligue musulmane du Pakistan (N) lors des élections législatives de 2013, dans les circonscriptions de l'Assemblée nationale.
Depuis le redécoupage électoral de 2018, la ville est représentée par les deux circonscriptions no 77 et 78 à l'Assemblée provinciale du Pendjab. Lors des élections législatives de 2018, elles sont remportées par un candidat du Mouvement du Pakistan pour la justice et un de la Ligue musulmane du Pakistan (N),.
| Parti                                      | Voix    | %       | Élus provinciaux |
| ------------------------------------------ | ------- | ------- | ---------------- |
| Ligue musulmane du Pakistan (N)            | 101 540 | 46,06 % | 1                |
| Mouvement du Pakistan pour la justice      | 84 024  | 38,11 % | 1                |
| Parti du peuple pakistanais                | 18 972  | 8,61 %  | 0                |
| Autres partis                              | 7 734   | 3,51 %  | 0                |
| Indépendants                               | 8 192   | 3,72 %  | 0                |
| Total exprimés (participation : 53,06 %)   | 220 462 | 100 %   | 2                |
| Source : Commission électorale du Pakistan |         |         |                  |